# 飯田隆平
飯田 隆平（いいだ りゅうへい、1998年〈平成10年〉9月11日）は、日本の俳優、歌手。千葉県出身。特撮ヒーロー×アイドルユニット特撮Boyz元メンバー。JAPAN BEST TV所属。

## 出演
個人での出演のみ記載。

### 舞台
- 風を切れ2024（2024年7月25日 - 7月28日、東京芸術劇場シアターウエスト）[1]
- 武士の献立 醤油版（2024年11月9日 - 17日、草月ホール）-  左門之介 役[2]
- ものまねスター誕生（2025年2月6日 - 2月11日、中目黒キンケロシアター）-  綾小路城 役[3]
- 愛憐記（2025年3月6日 - 3月10日、中目黒キンケロシアター）[4]
- G7（2025年4月11日 - 4月15日、三越劇場）[5]
- やっちゃんずラブ（2025年5月14日 - 5月18日、中目黒キンケロシアター）[6]
- MIANEYO〜FINAL〜（2025年7月9日 - 7月13日、あうるすぽっと） - 沢渡彦一 役[7]

### テレビ番組
- 恋はロケ中に! シーズン1（恋愛リアリティーショー、 2025年4月5日 - 6月28日、CBC）- レギュラー

### 配信番組
- 松田悟志のガットインTV vol.117（2025年7月21日、ニコニコ生放送） - ゲスト[8][9]

## ライブ・イベント
- 飯田隆平 Independent Boy Debut EP Release One Man Live!!（2024年5月4日、渋谷eggman）
- 飯田隆平presnts 旅の途中に出会った人
  - vol.1 岐阜編 -Talk & Live Show-（2024年6月21日、中目黒トライ）
  - vol.2 広島編 飯田舞台決まったってよ Talk Show（2024年7月19日、中目黒トライ）
- 飯田隆平 BIRTHDAY LIVE（2024年9月11日、渋谷eggman）
- ねぐせラジオ公開ライブvol.5 〜今夜は多古ライスでミュージックナイト〜（2025年8月15日、下北沢演家）
- Gen Kimura Live Monthly Night 〜コナイヨルハナイ〜 Vol.3（2025年8月17日、渋谷LOFT HEAVEN）- ゲスト[10]

## ディスコグラフィ
- Independentboy（3曲入りEP、配信限定 、2024年5月4日）